# U7 (Metro de Berlim)
U7 é uma das nove linhas da U-Bahn de Berlim. Foi inaugurada em 1924 e circula entre as estações de  Rathaus Spandau e Rudow. Tem ao todo 40 estações.